# Formel-750-Saison 1976
Die Formel-750-Saison 1976 war die dritte in der Geschichte der Formel-750-Meisterschaft und wurde von der FIM als Preis der FIM veranstaltet.
Bei neun Veranstaltungen wurden 17 Rennen ausgetragen.

## Punkteverteilung
| Punktewertung | Punktewertung | Punktewertung | Punktewertung | Punktewertung | Punktewertung | Punktewertung | Punktewertung | Punktewertung | Punktewertung | Punktewertung |
| ------------- | ------------- | ------------- | ------------- | ------------- | ------------- | ------------- | ------------- | ------------- | ------------- | ------------- |
| Platz         | 1             | 2             | 3             | 4             | 5             | 6             | 7             | 8             | 9             | 10            |
| Punkte        | 15            | 12            | 10            | 8             | 6             | 5             | 4             | 3             | 2             | 1             |

In die Wertung kamen die fünf besten erzielten Resultate. Wurden bei einer Veranstaltung mehrere Läufe ausgetragen, so ergaben sich die Punkte aus der Addition der Zeiten beider Läufe.

## Wissenswertes
- Das Rennen in Venezuela wurde nach einer Entscheidung der FIM nicht in die Wertung mit einbezogen, da es einen Fehler bei der Zeitnahme gab.

## Rennergebnisse
|             | Datum  | Rennen               | Strecke      | Platz 1           | Platz 2         | Platz 3             |
| ----------- | ------ | -------------------- | ------------ | ----------------- | --------------- | ------------------- |
| 1           | 07.03. | Daytona 200          | Daytona      | Johnny Cecotto    | Gary Nixon      | Pat Hennen          |
|             | 21.03. | Venezuela            | San Carlos   | Johnny Cecotto    | Steve Baker     | Gary Nixon          |
| Steve Baker | 21.03. | Venezuela            | San Carlos   | Gary Nixon        | John Newbold    |                     |
| 2           | 04.04. | 200 Meilen von Imola | Imola        | Steve Baker       | Michel Rougerie | Barry Sheene        |
| 2           | 04.04. | 200 Meilen von Imola | Imola        | Steve Baker       | Michel Rougerie | Christian Bourgeois |
| 3           | 09.05. | Spanien              | Jarama       | Michel Rougerie   | Víctor Palomo   | Patrick Pons        |
| 3           | 09.05. | Spanien              | Jarama       | Michel Rougerie   | Víctor Palomo   | Patrick Pons        |
| 4           | 23.05. | Belgien              | Nivelles     | Gary Nixon        | Patrick Pons    | John Newbold        |
| 4           | 23.05. | Belgien              | Nivelles     | Mick Grant        | Gary Nixon      | Dave Potter         |
| 5           | 30.05. | Frankreich           | Nogaro       | Christian Estrosi | Philippe Coulon | Barry Ditchburn     |
| 5           | 30.05. | Frankreich           | Nogaro       | Christian Estrosi | Philippe Coulon | Giacomo Agostini    |
| 6           | 15.08. | Großbritannien       | Silverstone  | Steve Baker       | Barry Sheene    | Patrick Pons        |
| 6           | 15.08. | Großbritannien       | Silverstone  | Mick Grant        | Víctor Palomo   | Barry Ditchburn     |
| 7           | 05.09. | Niederlande          | Assen        | Phil Read         | Boet van Dulmen | Víctor Palomo       |
| 7           | 05.09. | Niederlande          | Assen        | Giacomo Agostini  | Kork Ballington | John Newbold        |
| 8           | 05.09. | Deutschland          | Hockheimring | John Newbold      | Philippe Coulon | Mick Grant          |
| 8           | 05.09. | Deutschland          | Hockheimring | Gary Nixon        | Víctor Palomo   | Bruno Kneubühler    |

## Fahrerwertung
| 1  | Víctor Palomo     | Bakker-Yamaha / Yamaha | 57 (61) |
| 2  | Gary Nixon        | Kawasaki KR 750        | 47      |
| 3  | John Newbold      | Suzuki TR 750          | 37      |
| 4  | Michel Rougerie   | Yamaha                 | 32      |
| 5  | Dave Potter       | Yamaha                 | 26      |
| 6  | Gérard Choukroun  | Yamaha                 | 22      |
| 7  | Christian Estrosi | Yamaha                 | 20      |
| 8  | Pat Hennen        | Suzuki                 | 16      |
| 9  | Patrick Pons      | Yamaha                 | 16      |
| 10 | Johnny Cecotto    | Yamaha                 | 15      |
|    | Steve Baker       | Yamaha                 | 15      |
| 12 | Takazumi Katayama | Yamaha                 | 15      |
| 13 | Jack Findlay      | Yamaha / Bakker-Yamaha | 13      |
| 14 | Philippe Coulon   | Yamaha                 | 12      |
|    | Boet van Dulmen   | Yamaha                 | 12      |
| 16 | Giacomo Agostini  | Yamaha                 | 12      |
| 17 | Kork Ballington   | Yamaha / Bakker-Yamaha | 12      |
| 18 | Barry Sheene      | Suzuki                 | 10      |
|    | Mick Grant        | Kawasaki               | 10      |
|    | Phil Read         | Bakker-Yamaha          | 10      |
|    | Bruno Kneubühler  | Yamaha                 | 10      |
| 22 | Gene Romero       | Yamaha                 | 8       |

| 23 | Roger Ruiz         | Yamaha        | 8 |
|    | Edmar Ferreira     | Yamaha        | 8 |
| 25 | Jaime Samaranch    | Yamaha        | 6 |
| 26 | José Maria Mallol  | Ducati        | 5 |
|    | Rob Bron           | Yamaha        | 5 |
|    | Chas Mortimer      | Yamaha        | 5 |
|    | Alex George        | Bakker-Yamaha | 5 |
| 30 | Marcel Ankoné      | Yamaha        | 5 |
| 31 | Hideo Kanaya       | Yamaha        | 4 |
|    | Yvon Duhamel       | Kawasaki      | 4 |
| 33 | John Williams      | Suzuki        | 4 |
| 34 | Randy Cleek        | Yamaha        | 3 |
|    | Cliff Carr         | Yamaha        | 3 |
| 36 | Philippe Chaltin   | Yamaha        | 3 |
|    | Barry Ditchburn    | Kawasaki      | 3 |
|    | Johnny Bengtsson   | Yamaha        | 3 |
| 39 | John Dodds         | Yamaha        | 3 |
| 40 | Kenny Roberts sr.  | Yamaha        | 2 |
|    | Jon Ekerold        | Yamaha        | 2 |
|    | Christian Huguet   | Yamaha        | 2 |
| 43 | Etienne Geeraerdt  | Yamaha        | 1 |
|    | Maurice Chaumat    | Yamaha        | 1 |
|    | Clive Offer        | Yamaha        | 1 |
|    | Hans-Otto Butenuth | Yamaha        | 1 |

(Punkte in Klammern inklusive Streichresultate)

## Konstrukteurswertung
| 1 | Yamaha   | 90 (117) |
| 2 | Kawasaki | 53       |
| 3 | Suzuki   | 52       |
| 4 | Ducati   | 5        |

(Die Konstrukteurswertung ist nicht offiziell, es wurde kein Herstellertitel vergeben.)

## Verweise